# Retrato de Sylvia von Harden
El Retrato de la periodista Sylvia von Harden es una pintura de 1926 del artista alemán Otto Dix (1891-1969), que se atribuye al estilo de la Nueva Objetividad. Es un retrato de la periodista Sylvia von Harden (1894-1963), quien es retratada por Dix de manera caricaturesca como representante del tipo contemporáneo de la Nueva Mujer.
La obra de 89 × 121 cm fue ejecutada al óleo y temple sobre tabla de madera. En 1961 el artista la vendió al Museo Nacional de Arte Moderno de París.

## Descripción
El trabajo muestra la figura casi de cuerpo entero y aspecto andrógino de la periodista Sylvia von Harden, sentada sola en una mesa en la mitad izquierda de la imagen, contra un fondo en inquietantes tonos rojizos sin ninguna decoración o abertura, evocando una esquina en un café.
Los colores brillantes de la pared, así como su formación general de perspectiva bastante extraña, crean una sensación de estrechez opresiva. El piso es monocromático, ejecutado en un tono púrpura oscuro.
La periodista Sylvia von Harden está sentada fumando en una silla de madera estilo art nouveau frente a una pequeña mesa redonda de mármol blanco. Las formas curvas de ambos muebles contrastan con las geométricas de la figura y el fondo. La mujer ha cruzado las piernas, parece un poco encogida, y apoya el brazo derecho doblado en ángulo en el respaldo de la silla. Sostiene de manera afectada un cigarrillo humeante en su mano abierta de gran tamaño y aspecto masculino, con un anillo con una piedra roja engastada en el dedo medio. El brazo izquierdo y los dedos abiertos, en cambio, agarran el muslo derecho en un gesto protector y tenso.
La mujer lleva un llamativo vestido de cuello alto a cuadros rojos y negros que a la moda de los años 20 cae recto y sin forma hasta justo por encima de las rodillas. El hecho de que su vestido sea demasiado corto para la posición sentada asumida se nota porque se ve la cima enrollada, sin liga, de una de sus medias de seda color carne, dejando por descuido al descubierto un mínimo trozo de muslo.
El rostro de la mujer se ve masculino y puntiagudo. Su cabello oscuro muy corto está peinado con una fuerte raya a un lado y enmarca la cara alargada y puntiaguda y la nariz larga. Incluso el lápiz labial rojo es incapaz de ocultar la expresión de cansancio y tensión casi enfermiza que se puede leer en su rostro. De hecho, sus labios pintados de rojo oscuro perfilando su boca abierta mostrando los dientes contrastan con su piel pálida y subrayan el matiz violeta de sus ojeras y sus párpados pesados.
Destaca un monóculo que lleva delante del ojo derecho, que además refuerza su carácter masculino y le confiere un aire intelectual. Aunque la periodista ha girado la parte superior de su cuerpo hacia el espectador y se muestra en un perfil de tres cuartos, mira más allá del espectador de manera distante y desdeñosa.
Delante de la mujer, la placa redonda de mármol blanco con vetas azules de la mesa forma el punto más brillante de la imagen y, a diferencia de la periodista, se muestra en una vista desde arriba elevada, lo que significa que los objetos sobre ella se destacan con mayor claridad y casi parecen caer hacia el espectador. Hay una copa cónica de cóctel casi llena con una pajita, que se destaca adicionalmente por la línea afilada de la esquina de la pared, que justo detrás parece atravesar el vaso. Junto a ella hay una caja de cigarrillos abierta con el nombre de la mujer escrito en el interior de la tapa y una caja de cerillas amarilla con el águila imperial alemana.

## Fondo
El retrato de Sylvia von Harden fue creado cuando Dix vivía en Berlín con su esposa Martha y su hija Nelly.
Sylvia von Harden también vivía en Berlín en ese momento, hasta que decidió exiliarse y emigró a Inglaterra en 1933 debido al ascenso nazi. Como periodista, trabajó para el Berliner Tageblatt, el Berliner Volks-Zeitung y el Prager Presse, entre otros. 
Berlín durante la fase de estabilización del período de posguerra se caracterizó por un florecimiento de la vida cultural y de ocio sin precedentes en Alemania, que atrajo a personas de todas partes del país, en parte como respuesta a una demanda acumulada creada por la guerra. Dix, considerado como un observador y cronista de los fenómenos de su tiempo, también siguió este llamado. Berlín le dio la oportunidad de rastrear esos fenómenos contemporáneos en el ajetreo y el bullicio del área metropolitana de una manera particularmente intensa. En los cafés y clubes nocturnos, en los barrios obreros y en los ricos, así como en los lugares de trabajo y el barrio rojo de Berlín, conoció a muchas de las personas que quedaron inmortalizadas en sus retratos.
Salvo que se tratara de un encargo, Dix no elegía sus modelos por casualidad: “Si le digo a alguien que quiero pintarle, ya tengo la imagen en mí. No pinto a nadie que no me interese", dijo en 1966.
El encuentro entre Sylvia von Harden y el artista está documentado en el artículo "Memorias de Otto Dix" escrito por la periodista en 1959. El famoso Romanisches Café, entonces lugar de encuentro de intelectuales, artistas y bohemios, fue el lugar donde ella y Dix se conocieron. Según los informes, impresionado por su apariencia, Dix siguió a la mujer del vestido a cuadros para llamarla: "¡Tengo que pintarte! ¡Simplemente tengo que hacerlo! ¡Representas toda una época!" 
"Entonces, quieres pintar mis ojos sin brillo, mis orejas estrafalarias, mi nariz larga, mis labios finos; ¿Quieres pintar mis manos largas, mis piernas cortas, mis pies grandes, cosas que solo pueden asustar a la gente y deleitar a nadie?"
"Te has caracterizado brillantemente, y todo eso conducirá a un retrato representativo de una época preocupada no por la belleza exterior de una mujer sino por su refinamiento intelectual. Representas el idealismo de nuestra generación."
von Harden aceptó posar para el pintor y participó en varias sesiones las siguientes semanas.

## Un trozo de historia contemporánea: La República de Weimar y "La nueva mujer"
En Alemania, la derrota en la Primera Guerra Mundial no solo condujo a una pérdida de estabilidad nacional y confianza en el orden político, sino también a un creciente cuestionamiento de los roles clásicos de género femenino. Entre la revolución, el nacimiento de la primera democracia alemana, los intentos de golpe de Estado y la inflación, la igualdad de género quedó anclada por primera vez en la constitución de la República de Weimar de 1918 y se introdujo el sufragio femenino en 1919. A las mujeres se les dio acceso a las universidades e insistieron en seguir trabajando, lo que se había vuelto necesario en muchos casos después de la Primera Guerra Mundial. Se desarrolló una nueva capa de empleadas, como resultado de lo cual las mujeres trabajadoras con sus propios ingresos fueron cada vez más reconocidas como consumidoras y un importante grupo objetivo de la industria y el sector de la publicidad. Los productos de consumo dirigidos a las mujeres, que se abrieron paso en los formatos de medios de crecimiento explosivo, también llevaron a una visibilidad y percepción pública sin precedentes de las mujeres.
Cabe señalar que el estado mental individual de las mujeres en la sociedad de Weimar no puede responderse en términos generales. Los estilos de vida femeninos modernos y la feminidad tradicional como madre y esposa coexistieron en Alemania durante la República de Weimar. Así que no es de extrañar que el concepto de Mujer Nueva, aunque estaba en boca de todos en la cultura de masas temprana de la década de 1920, aún no se había definido claramente en ese momento. En cambio, la imagen colectiva de la Mujer Nueva estuvo moldeada desde un principio por fuertes clichés saturados de expectativas y fantasías de partida que siguen teniendo impacto en la actualidad. Los nuevos tipos de mujer subsumidos bajo el "eslogan y el campo de batalla"  iban desde la garçonne masculinizada hasta la flapper hedonista del mundo anglosajón y la chica deportiva americanizada. El elemento de conexión de estos diferentes términos y categorizaciones de tipos "modernos" de mujer fue su testimonio de las aspiraciones femeninas transnacionales de emancipación y la superación de los roles de género tradicionales, que se manifestaron en imágenes mediáticas de mujeres independientes y seguras de sí mismas. En Alemania, también la imagen de los nuevos tipos de mujeres se difundió en los medios de comunicación populares: la publicidad, el cine, el arte y los medios impresos, incluidas las revistas femeninas llamadas "The Beautiful Woman", "The Lady", "Elegante Welt" y "Vogue". Las nuevas imágenes de feminidad, con cortes de pelo cortos y cigarrillos, además de otros atributos del ámbito del deporte, la moda, la sexualidad, el empleo, el consumo y el ocio, mostraban a unas jóvenes que se distanciaban radicalmente de sus madres.
Con todo, hoy se considera que el concepto de Mujer Nueva fue moldeado por los medios de comunicación y más como una visión del futuro que prevaleció en la década de 1920, que en ese momento apenas se correspondía con la realidad de vida de las amplias masas de mujeres trabajadoras y campesinas tanto en Alemania como en el resto del mundo. El concepto de la Mujer Nueva se convirtió en una pantalla de proyección para las esperanzas y expectativas femeninas en particular, pero por otro lado también para los miedos masivos que afectaron la era moderna y los roles de género progresivamente cambiantes. En este lado opuesto, la Mujer Nueva fue vista de una manera más bien crítica u hostil.

## Análisis
En su retrato, Otto Dix retrata a la periodista Sylvia von Harden como representante del fenómeno de la Mujer Nueva, ese nuevo tipo femenino que señala la urbanidad y está constituido por el desarrollo de una actividad profesional independiente: la periodista aparece como una intelectual masculinizada, emancipada, que busca acceder a áreas de la vida dominadas por los hombres. En consecuencia, su apariencia se representa en una excitante alternancia entre características connotadas en la época como masculinas (monóculo, alcohol, cigarrillo, manos grandes y rasgos faciales duros) y femeninas (vestido corto, medias de seda, lápiz labial y joyas), que hacen alarde de una imagen liberada de las limitaciones sociales impuestas. La ropa y los accesorios deben entenderse en este contexto como un medio de expresión politizado: expresan la actitud mental de una mujer que se ha liberado del corsé y el largo cabello recogido del viejo imperio y en cambio celebra su nueva libertad con un vestido corto y recto y un práctico corte de pelo muy corto. Como profesional e intelectual, usa un monóculo de acuerdo con su educación. Un accesorio que durante mucho tiempo solo fue utilizado por hombres, ya que la mayoría de las mujeres en Alemania no tuvieron acceso a la educación superior hasta principios del siglo XX.
Parece poco probable que la prominencia del color rojo en esta imagen haya sido elegida al azar. Dado que el rojo es un color asociado con la energía, el poder, la fuerza o incluso la agresividad, su uso en este caso podría representar la voluntad combativa de Sylvia von Harden de romper con los roles de género tradicionales y afirmarse con vehemencia frente a la resistencia. Al mismo tiempo, el rojo dominante y agresivo también podría reflejar la visión de una sociedad temerosa y crítica con la modernidad y el auge del feminismo - no pocas mujeres consideradas "masculinas" desde el punto de vista de la época, como von Harden, se veían como uno de los excesos negativos de la modernidad.
En definitiva, con su interpretación de Sylvia von Harden, Dix no reproduce la imagen glamurosa de la Mujer Nueva segura de sí misma, tal como se difundió en los medios de comunicación de la época, sino que crea la imagen ambivalente de una mujer que aún no se ha asentado del todo en su nuevo papel. Aunque está sentada sola en un café, fumando y bebiendo alcohol, sus piernas cruzadas algo acalambradas, su mano agarrando su muslo de manera protectora y la energía nerviosa que exuda traicionan su inseguridad restante. Dix caricaturizó a von Harden como una nueva mujer que negaba la imagen de feminidad que se le atribuía como mujer (en esta representación, el pecho y el regazo femenino están tapados por el brazo izquierdo) para encontrar acceso y reconocimiento en los círculos dominados por hombres de los intelectuales de su tiempo.
El hecho de que hubiera una gran brecha entre las imágenes prometedoras de la Mujer Nueva en la publicidad impresa y el cine y la situación real de la mayoría de las mujeres en la República de Weimar también es evidente en el cansancio casi enfermizo que Dix transmite a Sylvia von Harden en esta obra. Con su trabajo periodístico, von Harden probablemente no se vio tan afectada por el desempleo, los salarios bajos y las malas condiciones laborales como la mayoría de las mujeres que acudían en masa a Berlín desde las provincias con la esperanza de la gran cantidad de oportunidades en la gran ciudad. A pesar de todo, como la mayoría de las mujeres de entonces, ella también habrá tenido que luchar con las estructuras aún fuertemente patriarcales de la sociedad de la posguerra y las persistentes desigualdades de género.
En su famoso retrato, Dix esboza la imagen de la nueva mujer a medio camino entre un icono de la moda y una figura feminista de la emancipación, al mismo tiempo que revela la discrepancia entre la utopía y la realidad cotidiana.

## Influencia
El retrato fue recreado por una extra en las escenas iniciales y finales de la película Cabaret (1972) de Bob Fosse, ambientada en Berlín a finales de la república de Weimar.